# Kornel Makuszyński
Kornel Makuszyński (ur. 8 stycznia 1884 w Stryju, zm. 31 lipca 1953 w Zakopanem) – polski prozaik, poeta, felietonista, krytyk teatralny i publicysta, członek Polskiej Akademii Literatury. Przed II wojną światową był jednym z najpoczytniejszych, najbardziej popularnych i najbardziej płodnych literacko-polskich pisarzy.

## Życiorys
Urodził się 8 stycznia 1884 w Stryju, pod zaborem austriackim. Był jedynym synem, a siódmym z kolei dzieckiem Julii z Ogonowskich i Edwarda Makuszyńskiego, emerytowanego wówczas pułkownika wojsk austriackich, pisarza gminnego kancelarii urzędu w Brzozowie koło Krosna, urzędnika galicyjskiego. Ojciec osierocił rodzinę, gdy Kornel miał 10 lat. Przez dwa lata Kornel pozostał jeszcze w Stryju, skończył tam pierwszą klasę gimnazjalną, zarabiał na swoje utrzymanie korepetycjami. Potem przeniósł się do Przemyśla, gdzie mieszkał u swych krewnych i kończył drugą klasę gimnazjalną. Od 1898 uczęszczał do C. K. IV Gimnazjum we Lwowie, gdzie w 1903 ukończył VIII klasę i zdał egzamin dojrzałości. Wynajmował skromną kwaterę u lwowskiego asenizatora i hycla Siegla na Kleparowie.

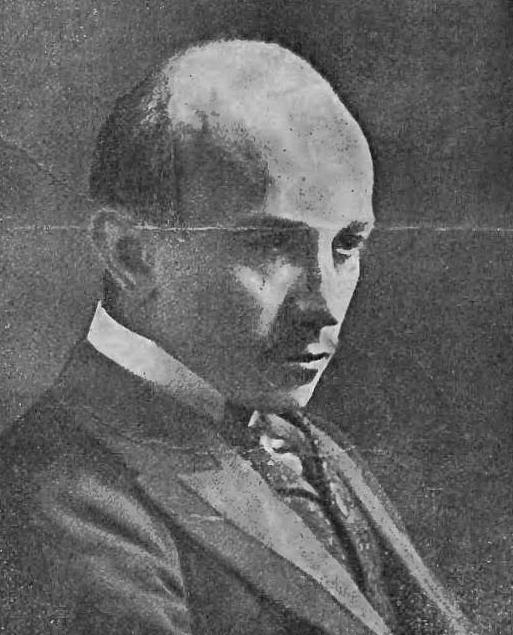
Kornel Makuszyński, ok. 1906

W wieku 14 lat zaczął pisać wiersze. Ich pierwszym recenzentem w cukierni przy Skarbkowskiej 11 był Leopold Staff. Pierwsze wiersze opublikował w lwowskim dzienniku „Słowo Polskie”, mając 16 lat. Od 1904 był członkiem redakcji tego dziennika i recenzentem teatralnym. Studiował polonistykę i romanistykę na Uniwersytecie Jana Kazimierza we Lwowie. Podróżował do Włoch (z Janem Kasprowiczem, Leopoldem Staffem i Władysławem Orkanem). Należał do Towarzystwa Wzajemnej Pomocy Literatów i Artystów Polskich we Lwowie, w ramach którego w 1907 został członkiem wydziału. W 1908–1910 kontynuował studia romanistyczne na Sorbonie w Paryżu. W towarzystwie Kasprowicza, Staffa i Orkana odbywał podróże po Europie, zwiedzając m.in. Niemcy.
W 1910 poznał we Lwowie studentkę Uniwersytetu Lwowskiego Emilię Bażeńską, która zaprosiła go do Burbiszek na Litwie, majątku swego brata Michała Bażeńskiego (z rodu szlacheckiego von Baysen-Bażeński). Makuszyński poznał okolicę, dwór i dobrze utrzymany majątek. Po roku narzeczeństwa, w 1911 Emilia i Kornel pobrali się w Warszawie. Ze swoim licznym rodzeństwem, pozostawionym w Stryju, nie utrzymywał kontaktów. Makuszyński w latach 1913–1914 mieszkał w Burbiszkach. Rozkochany w architekturze zakopiańskiej, przywiózł nawet spod Tatr domek i postawił go w parku dworskim. Tutaj zastała go I wojna światowa. Jako wrogiego Rosji obywatela austriackiego aresztowano go i internowano wraz z żoną w głębi Rosji. We wrześniu 1914 Makuszyńscy wyjechali do Kostromy. Dzięki staraniom szwagra, Michała Bażeńskiego, a także pomocy aktorów Stanisławy Wysockiej i Juliusza Osterwy, zwolniono ich z internowania i pozwolono w 1915 zamieszkać w Kijowie, gdzie pisarz został prezesem Związku Literatów i Dziennikarzy Polskich oraz kierownikiem literackim Teatru Polskiego.

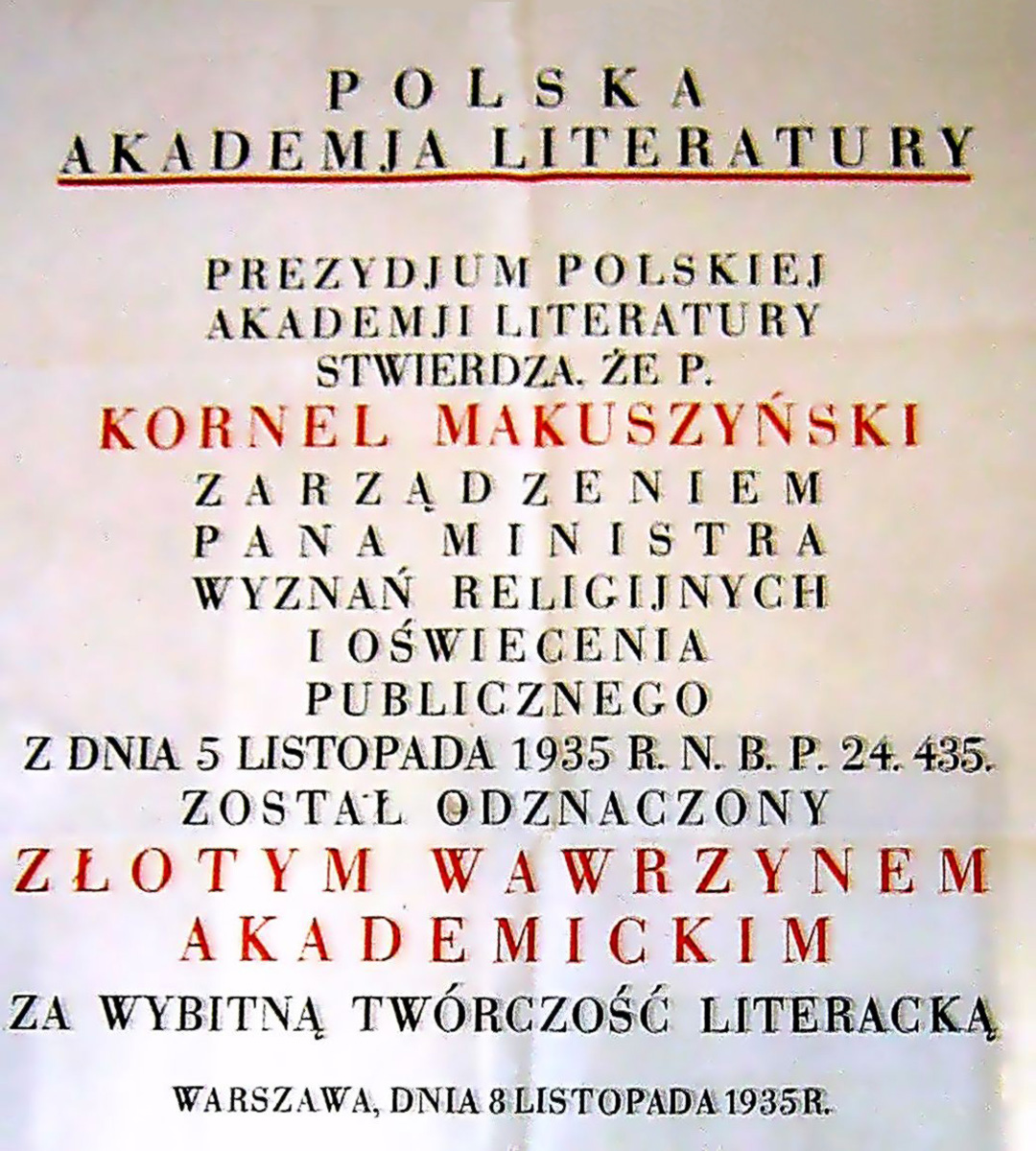
Dyplom przyznania 5 listopada 1935 Złotego Wawrzynu Akademickiego Polskiej Akademii Literatury Kornelowi Makuszyńskiemu

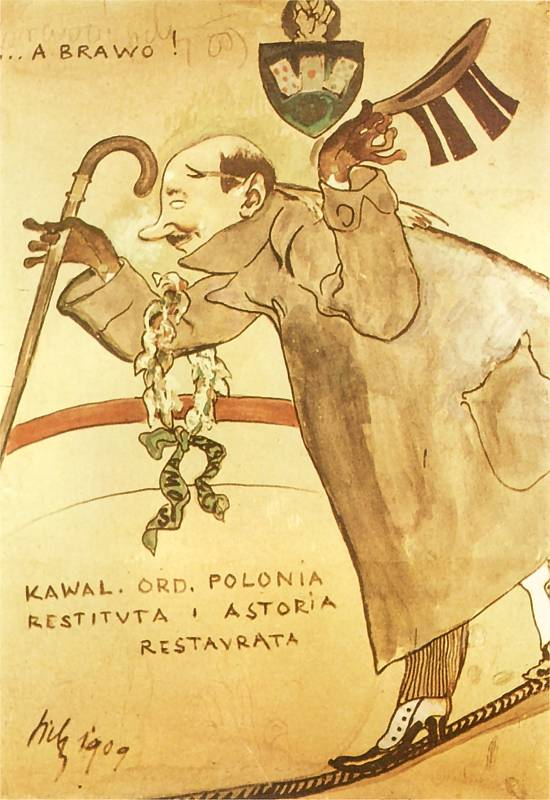
Karykatura Makuszyńskiego autorstwa Kazimierza Sichulskiego

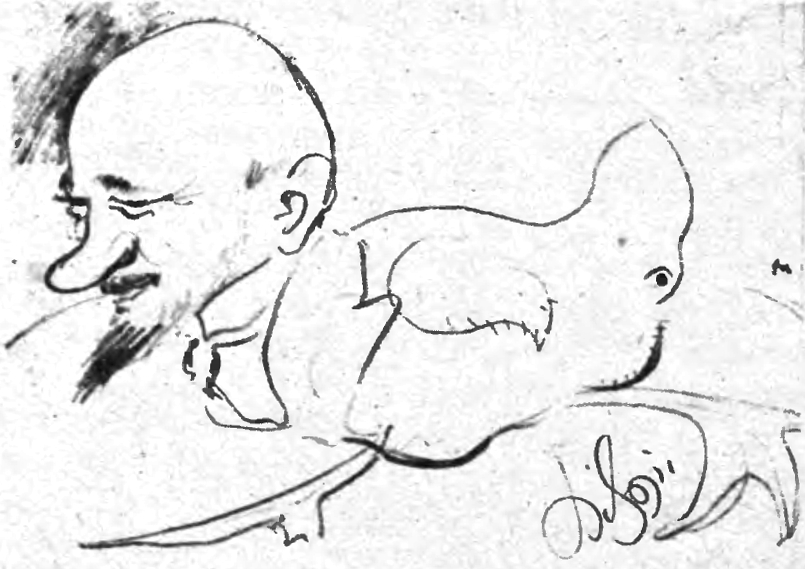
Karykatura Makuszyńskiego autorstwa Kazimierza Sichulskiego, 1911

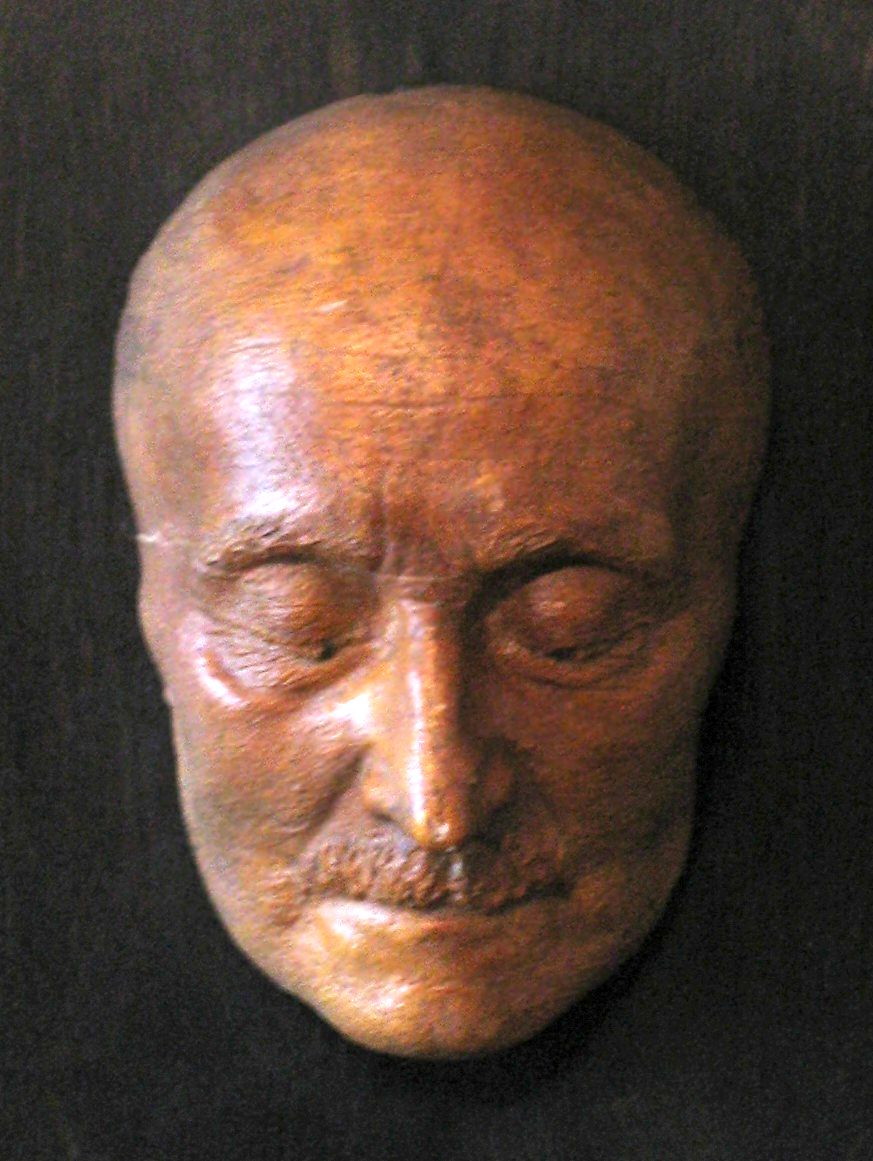
Maska pośmiertna Kornela Makuszyńskiego

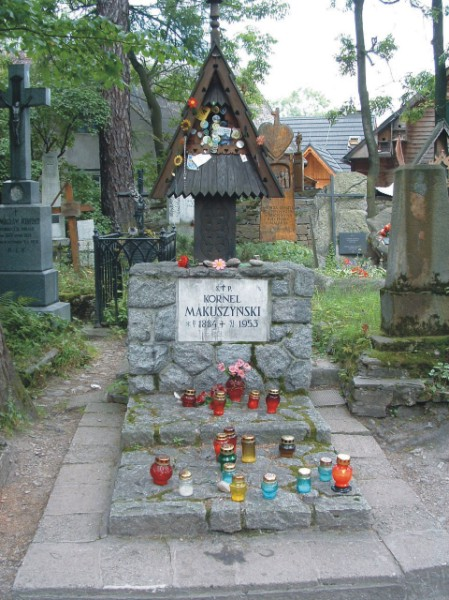
Grób Kornela Makuszyńskiego na Pęksowym Brzyzku w Zakopanem

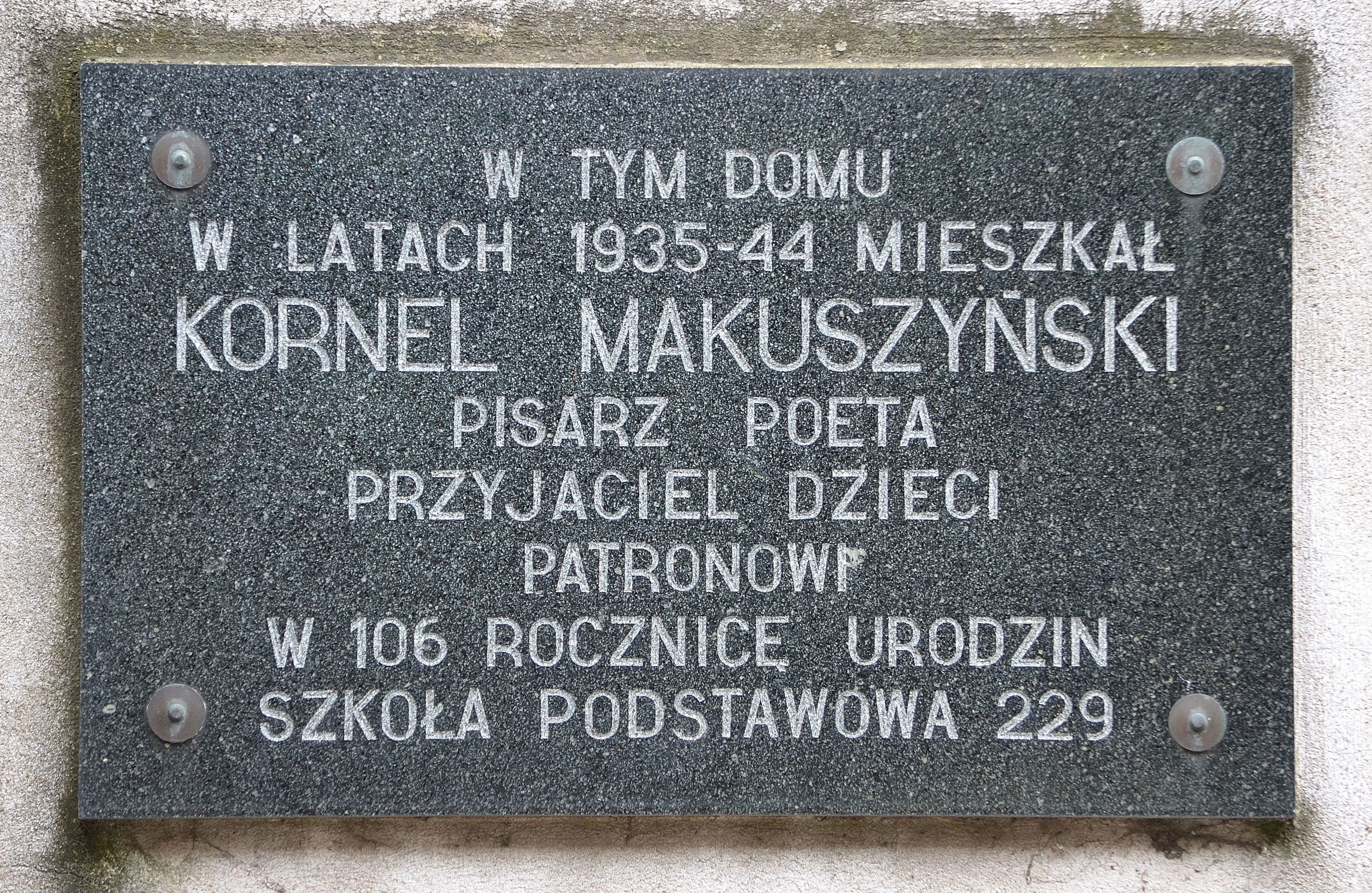
Tablica pamiątkowa przy ul. Grottgera 9A w Warszawie

Po zakończeniu wojny w 1918 Makuszyńscy zamieszkali w Warszawie. Kilka miesięcy w roku spędzali w Zakopanem. Właśnie w stolicy bardzo dynamicznie rozwinęła się literacka kariera Kornela. Podczas wojny polsko-bolszewickiej w 1920 współpracował w kierowanym przez ppłk. Mariana Dienstla-Dąbrowę Wydziale Propagandy Armii Ochotniczej (służył wtedy w mundurze). W latach 1922–1925 Makuszyńscy bywali w Burbiszkach, ponieważ Emilia miała w sąsiedztwie folwark Pojule, który dzierżawił, a później kupił brat Michał. Emilia zmarła w 1926 na gruźlicę. Pochowano ją na Powązkach obok grobu Władysława Stanisława Reymonta, jej przyjaciela. Po śmierci żony Kornel Makuszyński zerwał związki z Litwą, nigdy więcej już tam nie pojechał. 30 sierpnia 1927 Makuszyński ożenił się powtórnie ze śpiewaczką Janiną Gluzińską (ur. 1896, córką profesora medycyny Uniwersytetu Lwowskiego Antoniego Gluzińskiego).
W marcu 1931 zostało mu przyznane honorowe obywatelstwo Zakopanego, a w 1933 został honorowym prezesem Towarzystwa Sportowego „Wisła”. Był osobą towarzyską oraz zamożną; zbierał dzieła sztuki. Na początku czerwca 1937 został członkiem Polskiej Akademii Literatury. W latach 1935–1944 mieszkał w Domu Spółki Terenowej Budowy Tanich Mieszkań przy ul. Grottgera 7/9/9A na Mokotowie w Warszawie.
Po wybuchu II wojny światowej, podczas oblężenia Warszawy w 1939 niemiecka bomba trafiła w budynek, w którym mieszkał, i zniszczyła jego rękopisy oraz zbiory sztuki. Sam Makuszyński ocalał, jednak stracił wszystko, między innymi rękopis Drugich wakacji szatana, planowanych do wydania w grudniu 1939. Okupację niemiecką przeżył w Warszawie, podczas powstania warszawskiego współpracował z prasą powstańczą, potem przez obóz w Pruszkowie dotarł do Krakowa i w listopadzie 1944 zamieszkał na stałe w Zakopanem, w willi Opolanka przy ul. Tetmajera 15.
Po 1945 objęty został zakazem publikacji i poddany szykanom, co – jak sam sądził – związane było ze sprawą jego przyjęcia w 1937 do Polskiej Akademii Literatury (na miejsce usuniętego w atmosferze skandalu, po oskarżeniach o plagiat Wincentego Rzymowskiego, który bezpośrednio po wojnie pełnił funkcję ministra kultury). W 1948 został zadekretowany w polskiej literaturze socrealizm. Makuszyńskiemu udało się wydać już tylko jedną nową książkę List z tamtego świata (Gebethner i Wolff, 1946), jedynie dzięki istnieniu ostatnich prywatnych wydawnictw. W Zakopanem żył w zapomnieniu; był jedną z najbardziej rozpoznawalnych postaci minionej epoki – dwudziestolecia międzywojennego. Zajmował niewielkie mieszkanie i żył niedostatnio; żona udzielała lekcji muzyki. Niedawny człowiek sukcesu, jeden z najweselszych i najbardziej optymistycznych pisarzy dwudziestolecia międzywojennego, zderzył się z nową, nieprzyjazną rzeczywistością. Był odsuwany, ponieważ – jak twierdzili ówcześni prominenci – miał, lub mógł mieć zły wpływ na powojenną młodzież. Zmarł 31 lipca 1953. Został pochowany na Cmentarzu Zasłużonych na Pęksowym Brzyzku w Zakopanem (kw. P-I-22).
Gromadząca po nim pamiątki żona, Janina Makuszyńska zmarła w Zakopanem w sierpniu 1972. Z zasobów jej kolekcji w 1966 powstało Muzeum Kornela Makuszyńskiego w Zakopanem. Pisarz jest patronem wielu szkół w Polsce, m.in. Szkoły Podstawowej w Łodzi, Krakowie, Elblągu i Kaliszu Pomorskim, a także za granicą, m.in. w Bredzie. Od 1994 przyznawana jest Nagroda Literacka im. Kornela Makuszyńskiego.

## Twórczość

### Ważniejsze prace
- 1908 Połów gwiazd – zbiór wierszy, pierwsza wydana książka
- 1910 W kalejdoskopie
- 1910 Romantyczne historie
- 1910 Rzeczy wesołe (Anioł, Rajska opowieść, Twórcy, Frazes, Filantropia, Miss Śmierć, Stary mąż, Ludzie tragiczni, Kobieta z sercem) – zbiór humoresek
- 1910 Dusze z papieru – zbiór felietonów obrazujących dorobek artystyczny teatru lwowskiego za przeciąg lat kilku
- 1911 Zabawa w szczęście
- 1912 Szewc Kopytko i kaczor Kwak
- 1913 Awantury arabskie (Ósma podróż żeglarza Sindbada, O szlachetnej dziewicy i koniu, Morderstwo Harun ar Raszyda, Hassan i jego pięć żon, Mędrzec zza morza) – zbiór 5 opowiadań humorystycznych, czerpiących z legend i baśni Bliskiego Wschodu
- 1914 Straszliwe przygody
- 1915 Perły i wieprze – powieść humorystyczna
- 1916 Bardzo dziwne bajki (Bajka o królewnie Marysi, o czarnym łabędziu i o lodowej górze, Szewc Kopytko i kaczor Kwak, O tym jak krawiec Niteczka został królem, Dzielny Janek i jego pies)
- 1917 Po mlecznej drodze
- 1919 Piosenki żołnierskie
- 1919 Słońce w herbie
- 1920 Radosne i smutne – zbiór opowiadań
- 1921 Romantyczne i dziwne powieści (Dwie przygody najmilszego ze złodziei, Przykre położenie, Dwaj samobójcy, Muzyk, Biedny człowiek, Strach oczu, Zawsze człowiek, Bezczelna figura) - zbiór humorystycznych opowieści o złodziejach i zdradach małżeńskich, poszerzona edycja Romantycznych historii z 1910 r.[29], wyd. również jako Romantyczne i dziwne historie.
- 1924 O duchach, diabłach i kobietach (Duch zapomniany; Historia, która zdarzy się jutro; Dziewięć kochanek kawalera Dorna; Pan z kozią bródką) – opowiadania humorystyczne
- 1925 Bezgrzeszne lata – wspomnieniowa powieść autobiograficzna
- 1925 Wycinanki – zbiór felietonów
- 1925 Fatalna szpilka – powieść humorystyczna
- 1927 Ponure Igraszki – nakład Gebethnera i Wolffa, niewydana po wojnie[30]
- 1928 Król Azis – opowiadanie
- 1928 O dwóch takich, co ukradli księżyc – powieść dla młodzieży; na jej podstawie nakręcono film fabularny i serial animowany
- 1929 Listy zebrane
- 1930 Przyjaciel wesołego diabła – powieść dla młodzieży; na jej podstawie nakręcono dwa filmy i serial telewizyjny
- 1932 Panna z mokrą głową – powieść dla młodzieży; na jej podstawie nakręcono film i serial telewizyjny
- 1933 Skrzydlaty chłopiec – powieść dla młodzieży
- 1933 Mały chłopiec
- 1934 Uśmiech Lwowa
- 1935 Wyprawa pod psem – powieść dla młodzieży
- 1935 Wielka Brama – powieść dla młodzieży
- 1936 Złamany miecz
- 1937 Awantura o Basię – powieść dla młodzieży; na jej podstawie nakręcono dwa filmy i serial
- 1937 Nowe bajki tego roku
- 1937 Szatan z siódmej klasy – powieść dla młodzieży; na jej podstawie nakręcono dwa filmy i serial telewizyjny
- 1939 Za króla Piasta Polska wyrasta
- 1939 Kartki z kalendarza – zbiór felietonów
- 1946 List z tamtego świata – powieść dla młodzieży
- 1957 Szaleństwa panny Ewy – powieść dla młodzieży napisana w 1940; na jej podstawie nakręcono film kinowy i serial telewizyjny

### Inne prace
- Ballada o św. Jerzym
- Człowiek znaleziony nocą
- Dziewięć kochanek kawalera Dorna – opowiadanie
- Moje listy
- Narodziny serca
- O duchach, diabłach i kobietach
- Orlice
- Pieśń o Ojczyźnie
- Śmieszni ludzie
- Ze środy na piątek
- Żywot Pani
- Legenda o św. Jerzym
- Liryki
- Listy zakopiańskie
- Listy ze Lwowa
- O tym, jak krawiec Niteczka został królem
- Poezje
- Poezje wybrane
- Smętne ballady
- Śpiewający diabeł
- Wesoły zwierzyniec
- Drugie wakacje Szatana (zaginiona książka, której wydanie planowano na grudzień 1939[31])

### Razem zMarianem Walentynowiczem

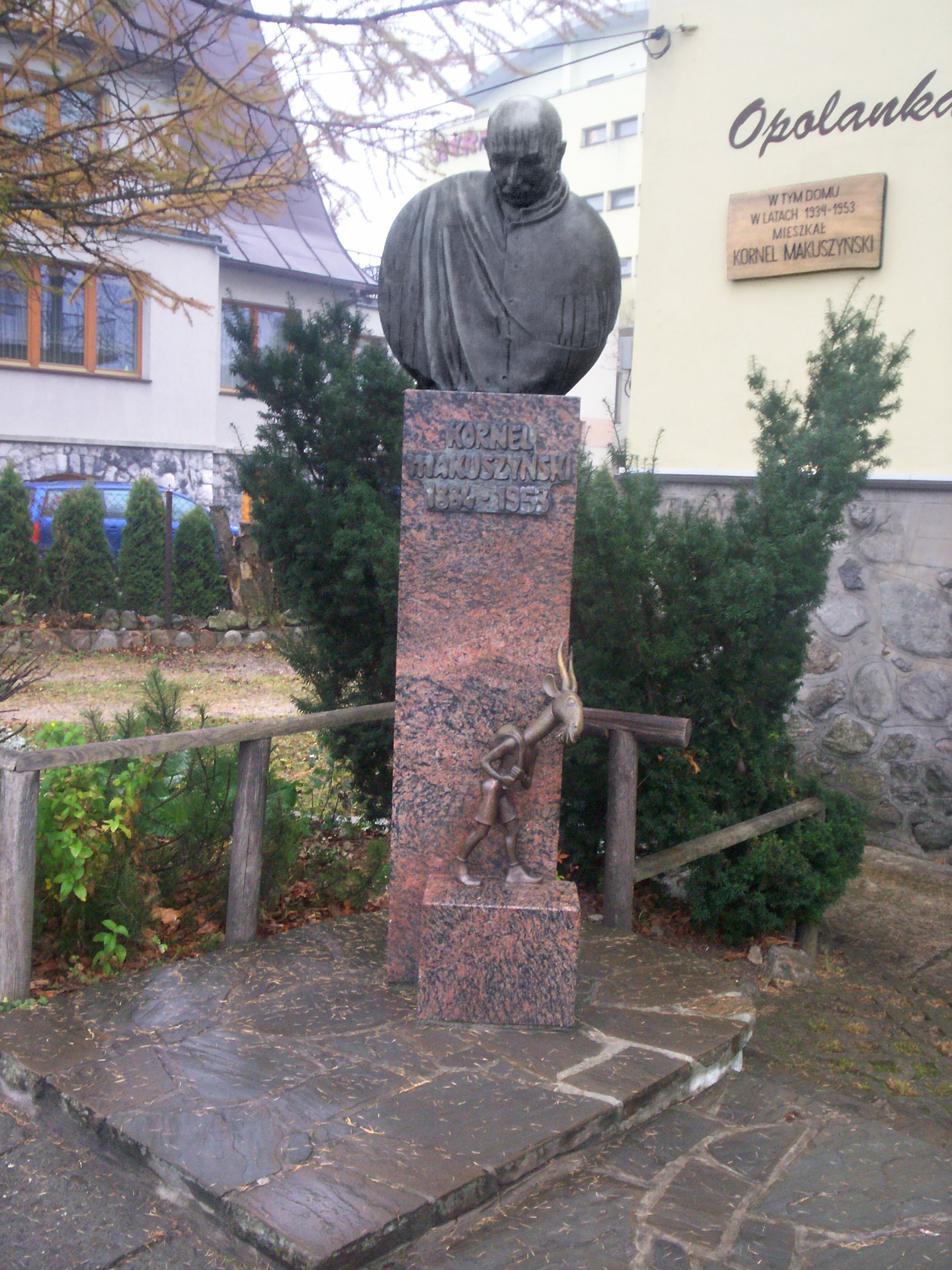
Pomnik Kornela Makuszyńskiego stojący przed jego domem (obecnie jego Muzeum) w Zakopanem; poniżej znajduje się figurka Koziołka Matołka, jednej z postaci literackich stworzonych przez niego razem z Marianem Walentynowiczem

- 1933 120 przygód Koziołka Matołka (120, bo jest 120 obrazków, a pod każdym czterowierszowa zwrotka ośmiozgłoskowcem)
- 1933 Druga księga przygód Koziołka Matołka
- 1934 Trzecia księga przygód Koziołka Matołka
- 1934 Czwarta księga przygód Koziołka Matołka
- 1935 Awantury i wybryki małej małpki Fiki-Miki
- 1936 Fiki-Miki dalsze dzieje, kto to czyta, ten się śmieje
- 1937 O wawelskim smoku
- 1938 Wanda leży w naszej ziemi
- 1938 Na nic płacze, na nic krzyki, koniec przygód Fiki-Miki
- 1960 Legendy krakowskie (łączne wydanie O wawelskim smoku i Wandzie)
- 1964 Wydanie łączne Awantury i wybryki małej małpki Fiki-Miki (zawierające Fiki-Miki dalsze dzieje… oraz Na nic płacze, na nic krzyki…)
- 1969 Wydanie łączne Przygody Koziołka Matołka

## Ordery i odznaczenia
- Order Orła Białego (pośmiertnie, 11 listopada 2018)[32]
- Krzyż Komandorski Orderu Odrodzenia Polski (10 listopada 1938)[33]
- Krzyż Oficerski Orderu Odrodzenia Polski (30 kwietnia 1925)[34][35]
- Złoty Wawrzyn Akademicki (5 listopada 1935)[36][37]

- Komandor Orderu Korony Włoch (Włochy)[35]
- Komandor Orderu Korony Rumunii (Rumunia)[35]
- Kawaler Orderu Legii Honorowej (Francja, 1936 – za zasługi na polu działalności literackiej)[35]

## Nagrody i wyróżnienia
- Państwowa Nagroda Literacka (1926)[38]
- członkostwo Polskiej Akademii Literatury
- honorowe obywatelstwo Zakopanego (1931)